# Омен, Сэм
Сэм Омен (нидерл. Sam Oomen; род. 15 августа 1995, Тилбург, провинция Северный Брабант, Нидерланды) — нидерландский профессиональный шоссейный велогонщик, выступающий за Team Sunweb. Чемпион мира в командной гонке 2017 года.

## Достижения
2014
1-й  Горная классификация Тур Бретани
3-й Париж — Тур U23
2015
1-й  Рона-Альпы Изер Тур
1-й  Очковая классификация
1-й  Молодёжная классификация
1-й — Этап 1
1-й Париж — Тур U23
2-й Тур Савойи
1-й  Горная классификация
1-й  Молодёжная классификация
1-й — Этапы 2 и 4
2-й Тур Эльзаса
1-й  Молодёжная классификация
3-й Флеш Арденнаиз
2016
1-й  Тур де л'Эн
1-й  Молодёжная классификация
1-й — Этап 3
3-й Критериум Интернациональ
2017
1-й  Чемпион мира в командной гонке
7-й Тур Польши
9-й Тур Калифорнии
2018
1-й  Молодёжная классификация Волта Алгарви
2-й  Чемпион мира в командной гонке
7-й Тур Швейцарии
9-й Тур Польши
9-й Джиро д'Италия
2019
5-й Волта Алгарви
9-й Тиррено — Адриатико
1-й  Молодёжная классификация

## Статистика выступлений

### Гранд-туры
| Гонка           | 2017 | 2018 |
| --------------- | ---- | ---- |
| Джиро д'Италия  | —    | 9    |
| Тур де Франс    | —    | —    |
| Вуэльта Испании | НФ   | —    |

| —  | Не участвовал  |
| НФ | Не финишировал |